# مقتل روجر أكرويد
مقتل روجر أكرويد (بالإنجليزية: The Murder of Roger Ackroyd)‏ هي رواية بوليسية للكاتبة البريطانية أجاثا كريستي، وهي ثالث رواية بوليسية لها يظهر فيها هيركيول بوارو كمحقق رئيسي. نُشرت الرواية في المملكة المتحدة في يونيو 1926 بواسطة وليام كولنز وأبناؤه، بعد نشرها في السابق تحت عنوان من قتل أكرويد؟ بين يوليو وسبتمبر 1925 في صحيفة لندن إيفنينج نيوز. تبع ذلك إصدار أمريكي بواسطة شركة دود وميد وشركاه في عام 1926.
حظيت الرواية باستقبال جيد منذ نشرها لأول مرة، وتم وصفها بأنها تحفة كريستي. في عام 2013، صوّتت جمعية كتاب الجريمة البريطانية عليها كأفضل رواية جريمة على الإطلاق. إنها واحدة من أشهر روايات كريستي وأكثرها إثارة للجدل، وكان لنهايتها المبتكرة تأثير كبير على هذا النوع. أدرجها هوارد هايكرافت في قائمته لأكثر روايات الجريمة تأثيرًا على الإطلاق.

## ملخص الرواية
تدور أحداث الرواية التي يرويها جيمس شبارد في قرية خيالية تُدعى كنغز أبوت في إنجلترا، وتبدأ الأحداث بوفاة السيدة فيرارز، وهي أرملة ثرية، انتحاراً، بسبب الابتزاز الذي يُمارسه ضدها شخص يعرف بأنها قتلت زوجها، وقبل أنتحارها تُرسل رسالة لروجر أكرويد الذي كان قد تقدم لخطبتها؛ تخبره فيها باسم الشخص الذي كان يبتزها.
يُقتل روجر أكرويد ليلة وصول الرسالة، وتدور الشبهات بين جميع المحيطين به، لكن المشتبه به الرئيسي في القضية هو ابنه بالتبني رالف باتون الذي تشير جميع الأدلة إليه.
يكون المحقق البلجيكي هيركيول بوارو الشهير قد تقاعد من عمله واستقر في كنغز أبوت لزراعة الكوسا (يصبح جار الدكتور شبارد)، فتلجأ إليه فلورا أكرويد ليبرئ ساحة رالف باتون المختفي، ويمضي بوارو للعمل على مهمته، فيتخذ شبارد (الراوي) مُساعداً له في القضية (وهو دور كان دائماً لآرثر هستنغز صديق بوارو الحميم).
يُواجه بوارو بقضية يُخفي فيها الجميع أسراراً، وتحتوي العديد من تعارضات التوقيت، والتدخلات العرضية لمشتبه بهم آخرين يضللون مجرى التحقيق، غير أنه يتوصل في النهاية إلى القاتل الحقيقي، الذي كان سبب شهرة الرواية، ففي الفصلين الأخيرين منها، يكشف بوارو القاتل.

## الشخصيات
- روجر أكرويد، سيد ريفي أرمل، بالغ الثراء، الضحية.
- سيسل أكرويد، أرملة شقيقه التي تطمح في وراثته.
- فلورا أكرويد، ابنة شقيقه، يريدها أن تتزوج ابنه بالتبني رالف باتون.
- رالف باتون، ابنه بالتبني ووريثه، مشهور بأنه لا يصلح لشيء.
- الرائد هكتور بلانت، صياد شهير، وصديقه.
- الدكتور جيمس شبارد، طبيبه الخاص، وصديق مقرب له، كما أنه راوي القصة.
- كارولين شبارد، شقيقة جيمس شبارد الأكبر سناً.
- الآنسة راسل.
- المفتش راغلان.

## الجدل الذي أثارته الرواية
يُعد المرتكز الرئيسي الذي أثار ضجة كبيرة وجدلاً حول الرواية هو اعتمادها على راوٍ غير موثوق يعترف في النهاية بأنه قاتل. يُحاول شبارد أن يوضح في اعترافه الأخير أنه لم يكن راوياً غير صادق طوال الوقت فيقول:
| مقتل روجر أكرويد | أنا راضٍ عن نفسي ككاتب، ما الذي يُمكن أن يكون أكثر أناقة، على سبيل المثال، من التالي: "أُحضرت الرسائل في التاسعة إلا عشرين دقيقة، وغادرتُ أنا في التاسعة إلا عشر دقائق، كانت الرسالة لا تزال غير مقروءة، ترددت وقبضتي على مقبض الباب، ونظرت إلى الداخل مجدداً لأتأكد ما إذا كُنت قد تركت شيئاً لم أفعله." | مقتل روجر أكرويد |

كان اعتقاد شبارد (وكريستي) أن كُل شيء قاله كان حقيقياً؛ لكنه ببساطة لم يقل كل ما حدث، وبالتحديد؛ لم يذكر ما فعله بالضبط بين التاسعة إلا عشرين دقيقة، والتاسعة إلا عشر دقائق. الوقت الذي كان خلاله يقتل روجر أكرويد.
في ذلك الوقت، كانت هُناك حالة شكوى عامة بشأن ما إذا كان عدلاً بالنسبة للقارئ أن يُترك لراوٍ يتضح في النهاية أنه القاتل؛ رغم أن كريستي قد وضعت إشارات هنا وهناك عبر الرواية تُشير إلى شخصية القاتل الحقيقية. وكاد الجدل يؤدي إلى طرد أجاثا كريستي من نادي التحري لانتهاكها قواعد اللعب العادل مع القراء. وأبقاها صوت رئيسة النادي دوروثي سايرز المُرجِح. وفي 1945 استخدم إدموند ويلسون عنوان الرواية في مقالته التي تهاجم الأدب البوليسي: من يأبه بمن قتل روجر أكرويد؟
كان التاريخ أرحم بكثير؛ فأعطى أجاثا كريستي امتياز فكرتها الأصيلة، وأصبح لقانون الأدب البوليسي الشهير «من واجب القارئ أن يشتبه بالجميع» معنى جديد.
في كتابه من قتل روجر أكرويد؟: اللغز وراء لغز أجاثا كريستي (2000)، يُجادل بيار بايارد بأن هيركيول بوارو وصل إلى الحل الخاطئ، ويُقدم حلاً بديلاً له.

## أعمال مقتبسة من الرواية

### المسرحية
ادعاء المتهم (مسرحية)
شكل الكتاب الأساس لأقدم اقتباس لأي عمل من أعمال كريستي عندما عرضت مسرحية ادعاء المتهم، التي اقتبسها مايكل مورتون، في مسرح أمير ويلز في لندن في 15 مايو 1928. واستمرت لمدة 250 عرضًا مع تشارلز لوتون بدور بوارو. كما لعب لوتون دور البطولة في عرض برودواي للمسرحية، التي أعيدت تسميتها الذريعة القاتلة، والتي افتتحت في مسرح بوث في 8 فبراير 1932. لم يكن الإنتاج الأمريكي ناجحًا بنفس القدر وأغلق بعد 24 عرضًا فقط. ألهمت ادعاء المتهم كريستي لكتابة أول مسرحية لها، القهوة السوداء. حضرت كريستي، مع كلبها بيتر، بروفات ادعاء المتهم ووجدت «حداثتها» ممتعة.:277 ومع ذلك، «كانت منزعجة بدرجة كافية من التغييرات التي طرأت على الأصل لدرجة أنها أرادت كتابة مسرحية خاصة بها».:277

### الفيلم
تحولت المسرحية إلى أول فيلم ناطق مقتبس من عمل لكريستي. تم إصدار الفيلم التي تبلغ مدتها 75 دقيقة في 28 أبريل 1931، بواسطة استوديوهات تويكنهام السينمائية ومن إنتاج جوليوس إس هاجان. لعب أوستين تريفور دور بوارو، وهو الدور الذي أعاد تمثيله لاحقًا في ذلك العام في الفيلم المقتبس عن مسرحية كريستي لعام 1930، القهوة السوداء. يعتبر ادعاء المتهم فيلمًا مفقودًا.

### الراديو
قام أورسن ويلز بتعديل الرواية لتصبح مسرحية إذاعية مدتها ساعة واحدة في حلقة 12 نوفمبر 1939 من برنامج مسرح كامبل. لعب ويلز دور الدكتور شيبارد وهيركيول بوارو. تم تعديل المسرحية بواسطة هيرمان جي. مانكيوز،:355 من إنتاج ويلز وجون هاوسمان، وإخراج ويلز.

### التلفزيون
تم تعديل قتل روجر أكرويد لتصبح دراما مدتها 103 دقيقة تم بثها في المملكة المتحدة على قناة آي تي في يوم الأحد 2 يناير 2000، كحلقة خاصة في مسلسلهم، أجاثا كريستي بوارو.

### رواية مصورة
صدرت رواية مصورة مقتل روجر أكرويد عن دار نشر هاربر كولنز في 20 أغسطس 2007، وقد قام برونو لاشار بتعديلها ورسمها. وقد ترجمت هذه الرواية من النسخة التي نشرت لأول مرة في فرنسا بواسطة دار نشر إيمانويل بروست في عام 2004 تحت عنوان (بالفرنسية: Le Meurtre de Roger Ackroyd)‏.

## العناوين العالمية
تُرجمت هذه الرواية إلى العربية كما تُرجمت غيرها من روايات أجاثا كريستي عدة مرات، في طبعات قديمة بدون تواريخ، تُرجمت بعنواني: «مقتل السيد أكرويد»، «ومن القاتل؟»، «الجريمة المزدوجة». ثم تُرجمت عن دار الأجيال في 2002 بعنوانها الأصلي، «مقتل روجر أكرويد»، ثم نُشرت بواسطة المركز الدولي ودار ميوزيك للنشر بعنوان «جنون الانتقام»، وثم نُشرت من مكتبة جرير بعنوان «من الذي قتل السيد روجر أكرويد».
حافظت بعض الترجمات العالمية على نفس العنوان الأصلي، فيما تم تغيير في ترجمات أخرى مثل: «حل غير متوقع» في الترجمة الفنلندية، «روجر أكرويد وقاتله» في الترجمة الألمانية، «بوارو والدكتور» في الترجمة الآيسلندية، «من قتل روجر أكرويد» في الترجمة الرومانية، «الخنجر من تونس» في الترجمة السويدية.